# البدح (كشر)

تعديل مصدري - تعديل

البدح هي إحدى قرى عزلة عاهم بمديرية كشر التابعة لمحافظة حجة، بلغ تعداد سكانها 88 نسمة حسب تعداد اليمن لعام 2004.